# Cynoglossus cynoglossus
Cynoglossus cynoglossus es una especie de pez de la familia Cynoglossidae en el orden de los Pleuronectiformes.

## Distribución geográfica
Se encuentran desde Filipinas hasta Pakistán pasando por Birmania, Bangladés, Malasia e India.